# Ricco Groß
Ricco Groß (Bad Schlema, 22 de agosto de 1970) é um ex-biatleta alemão, tetra-campeão olímpico e nove vezes campeão mundial. É considerado um dos atletas mais vencedores de todos os tempos do biatlo. 

## Carreira
Ricco Groß representou seu país nos Jogos Olímpicos de 1992, 1994, 1998, 2002 e 2006, na qual conquistou a medalha de ouro, quatro vezes no revezamento 4x7,5km, em 1992, 1994, 1998 e 2006. 